# HiperMAN
 (février 2023).
HiperMAN ou High performance radio Metropolitain Aera Network est un standard européen de télécommunications créé en [Quand ?] par l'ETSI (European Telecommunications Standards Institute) et développé par le groupe technique BRAN (Broadband Radio Access Networks). Ce standard qui est relatif à la mise en œuvre de réseaux de communication numérique métropolitains à liaison sans fil est une alternative au standard américain WiMAX.

## Description
Le standard HiperMAN constitue une base de spécifications pour le développement et l'interopérabilité des systèmes d'accès par liaison sans fil fixe dans la bande de fréquence comprise entre 2 GHz et 11 GHz. Celui-ci réalise la convergence avec le groupe de normes IEEE 802.16 (WiMAX) et plus particulièrement avec la norme IEEE 802.16a.